# 1579
1579 (MDLXXIX) var ett normalår som började en torsdag i den julianska kalendern.

## Händelser

### Januari
- 23 januari – Utrechtunionen grundas av de protestantiska staterna Brabant, Gelder, Flandern, Holland, Zeeland, Friesland, Mechelen och Utrecht.[1]

### Februari
- 7 februari – Johan III låter rekvirera virke, för att sätta upp ett stängsel på Valdemarsön. Därmed är grunden lagd till den kungliga jaktpark, som gick under benämningen Kungliga Djurgården (på nuvarande Djurgården).

### Maj
- 11 maj – Hertig Karl (IX) gifter sig med Maria av Pfalz.

### Okänt datum
- Johan III låter bygga en kungsgård i korsvirke i Gävle, vilken så småningom omvandlas till ett märkligt kyrkslott.

## Födda
- 8 juni – Trophime Bigot, fransk barockmålare.
- 16 november – Federico Cornaro, italiensk kardinal.
- Henriette d'Entragues, fransk mätress.

## Avlidna
- 12 februari – Laurentius Petri Gothus, psalmdiktare och svensk ärkebiskop sedan 1574.
- 20 maj – Isabella Markham, engelsk hovfunktionär.
- Anthonius Busenius, nederländsk apotekare i svensk tjänst.
- Barbara Thenn, österrikisk myntmästare.

### Fotnoter
1. ↑  World Statesmen (läst 3 april 2011)